# Regensburger Domspatzen
De Regensburger Domspatzen vormen het kathedrale koor van de Dom van Regensburg. Het koor, dat meer dan duizend jaar bestaat, is een van de oudste koren - en het oudste jongenskoor - ter wereld. 
Het koor werd in 975 opgericht door Wolfgang van Regensburg als onderdeel van de kathedrale school. In de twintigste eeuw groeide het koor uit tot een koor met internationale allure. 
Het koor heeft verschillende opnames gemaakt. Een opname van het Konzert für Papst Benedikt XVI haalde zelfs een notering in de Duitse Top 100. 
Aan het koor is een gymnasium verbonden waar kinderen tussen 10 en 19 jaar hun muzikale ontwikkeling kunnen combineren met school. 

## Domkapelmeesters
Domkapelmeesters die grote invloed hadden op de ontwikkeling van het koor waren: Theobald Schrems (domkapelmeester van 1924 tot 1964) en Georg Ratzinger, de oudere broer van paus Benedictus XVI, die het koor tussen 1964 en 1994 onder zijn hoede had. Onder Schrems was het koor al begonnen met het geven van concerten in het buitenland; onder Ratzinger kreeg het koor met jaarlijkse concerttournees internationaal aanzien. Vanaf 1994 stond het koor onder leiding van Roland Büchner, de eerste niet-geestelijke dirigent van het koor in enkele honderden jaren. Sinds 2019 wordt het koor geleid door Christian Heiß. Sinds 2007 kent het koor, voor het eerst in zijn ruim duizendjarige bestaan, naast de kapelmeester ook een vrouwelijke koorleider, Kathrin Giehl. 

## Mishandeling, misbruik
In januari 2016 werd bekend dat priesters en leraren verbonden aan de Regensburger Domspatzen, van 1953 tot 1992, zeker 231 koorknapen hebben misbruikt en mishandeld. Al eerder, toen het bisdom Regensburg nog uitging van een geringer aantal slachtoffers, was hen een schadevergoeding van 2500 euro in het vooruitzicht gesteld. Paus Benedictus XVI drukte eerder al zijn spijt uit over de mishandelingen bij het door zijn broer geleide koor. Op het moment dat hij zich hierover uitsprak, werd nog niet uitgegaan van seksueel misbruik.
Het in juli 2017 verschenen eindrapport van een diepgaand onderzoek geeft een ontluisterend beeld van de gewelddadigheden, angstcultuur en seksueel misbruik die zich decennialang bij de Domspatzen hebben voorgedaan. De koorschool wordt beschreven als een 'hel', 'gevangenis' en 'concentratiekamp' waar kinderen zo onopvallend mogelijk probeerden te blijven om aan geweld en onderdrukking te ontkomen. Veel oud-leerlingen hebben hun leven lang te kampen gehad met ernstige psychische gevolgen van hun verblijf op de koorschool.